# Karcherbirne
Die Karcherbirne, auch Kragenbirne genannt, ist eine der zahlreichen Sorten der Kulturbirne (Pyrus communis). Vom Landesverband für Obstbau, Garten und Landschaft Baden-Württemberg wurde die Karcherbirne 1999 zur Streuobstsorte des Jahres ernannt, um auf den Rückgang dieser Kulturpflanze aufmerksam zu machen.

## Herkunft und Verbreitung
Die Karcherbirne ist ein Zufallssämling aus Gaildorf bei Schwäbisch Hall; sie wurde 1854 erstmals erwähnt. Heutzutage wird sie besonders im Hohenloher Land und vereinzelt in Württemberg und Österreich angebaut.

## Beschreibung

### Baum
Der starkwüchsige, mächtige Baum mit hochovaler Krone ist wenig krankheitsanfällig und feuerbrandresistent. Er stellt geringe Ansprüche an seinen Standort und bringt auch in raueren Lagen hohe Erträge. Die Blätter sind rundlich, graugrün, mit roter Herbstfärbung.

### Frucht
Die Früchte sind mittelgroß, rundlich bis kugelig-birnenförmig und wiegen etwa 50 bis 100 Gramm. Der Name ist vermutlich abgeleitet von der häufigen Einschnürung im Stielbereich (Kragen). Die Schale ist rau, mit grüner Grundfarbe, sonnenseits gelbgrün. Die großen Lentizellen sind auffällig, gegen den Kelch hin sind die Früchte leicht berostet. Das Fruchtfleisch ist saftig, süß, mit herber, adstringierender Geschmackskomponente. Die Birnen reifen von Ende September bis Anfang Oktober und sind nicht lange haltbar. Aufgrund ihres hohen Zuckergehaltes von 17,5 % (66–80° Oechsle) eignen sie sich für die Most-, Obstbrand- und Sektherstellung, ebenso zum Dörren.

## Belege
- Walter Hartmann (Hrsg.): Farbatlas Alte Obstsorten. 2., stark überarbeitete Auflage. Ulmer, Stuttgart 2003, ISBN 3-8001-4394-1, S. 242.